# 常盤橋 (富山市)
常盤橋（ときわばし）は、富山県富山市の常願寺川に架かる富山県道4号富山上市線の桁橋である。

## 概要
富山市と上市町を結ぶ道路の橋として、重要な役割を担っている。
同橋が架橋される以前は、冬季（11月 - 翌年3月）は流水箇所に仮橋を架け、それ以外は有料の渡し船で渡河していた。また、荷物は『富山さんど』と呼ばれた人夫が天秤棒でざる籠に荷を載せ毎日運搬していた。

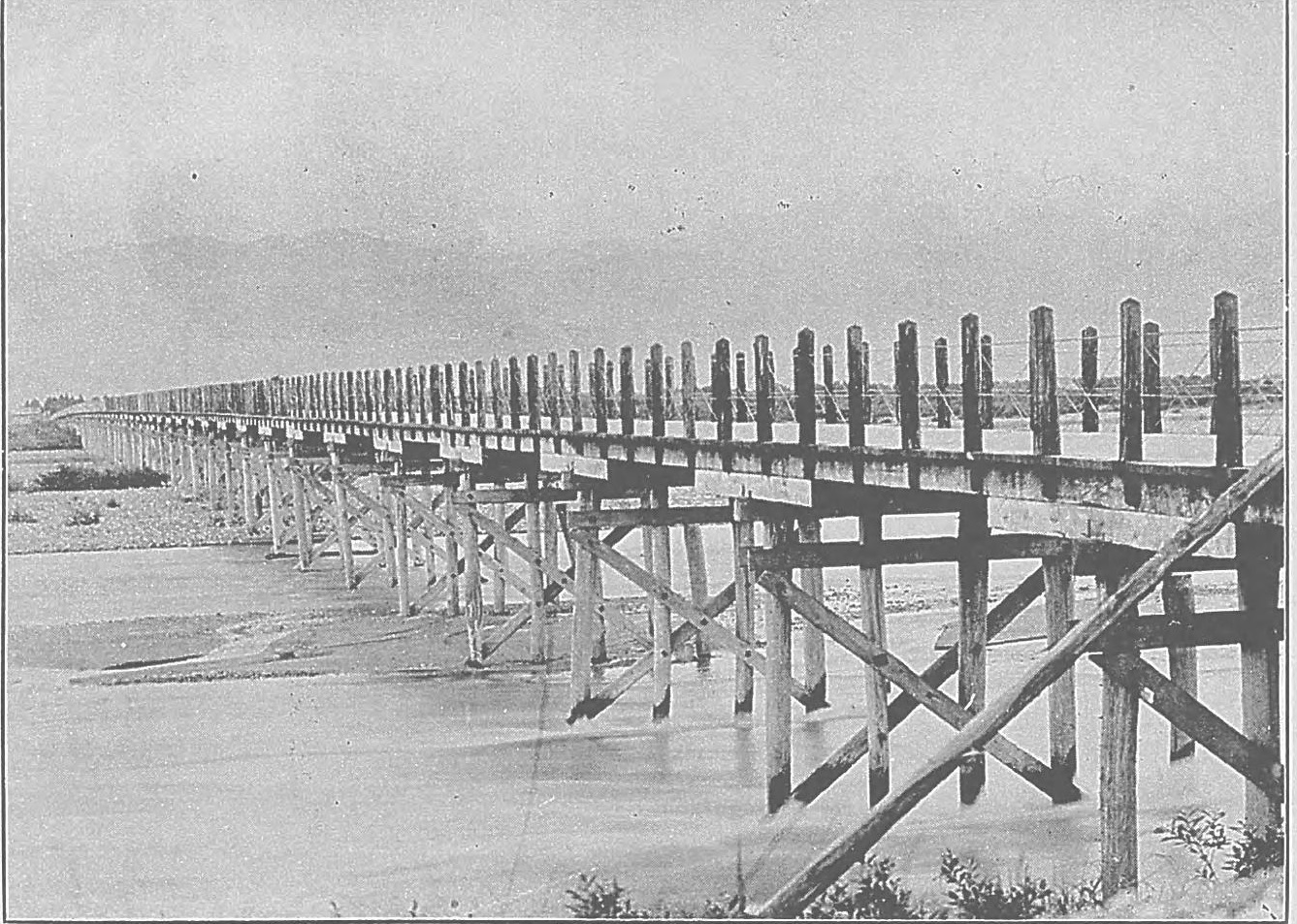
明治時代の常盤橋

1889年（明治22年）に常願寺橋として架橋されたのが最初である。1905年（明治38年）11月22日には富山県の補助も受けて私設の木製賃取橋（全長650 m（うち橋梁部分356m）、幅員3.6 m、当時県内一の長橋）が架設された。
1906年（明治39年）3月に長さ198間、幅員2間の木桁橋が架橋された。1928年（昭和3年）5月19日に653mの橋に付け替えが行われた。現在の橋梁は1957年（昭和32年）5月7日に着工し、総工費1億7,500万円かけて建設し、1958年（昭和33年）10月8日に竣工したものである。
1978年（昭和53年）、鋼桁の橋長481.0m、幅員2.0mの歩道橋が新設された。

## 橋データ
- 左岸 - 富山県富山市本郷島[1]
- 右岸 - 富山県富山市水橋常願寺[1]
- 橋の構造 - 合成鈑桁橋[9]
- 橋長 - 481 m[9]
- 幅員 - 5.5 m[9]